# Referéndum para la independencia del Alto Karabaj de 1991
Se celebró un referéndum de independencia en Nagorno-Karabaj el 10 de diciembre de 1991. Fue aprobado por el 99,98% de los votantes.
El referéndum se llevó a cabo de acuerdo con el “Reglamento Temporal sobre la Realización de un Referéndum en la República de Nagorno Karabakh” que entró en vigor el 27 de noviembre de 1991 durante la sesión del Consejo de Diputados del Pueblo de Nagorno Karabakh. Se enviaron papeletas de votación trilingües a todas las partes de Nagorno Karabakh, incluidos los asentamientos poblados por azerbaiyanos, con una pregunta: “¿Está de acuerdo en que la proclamada República de Nagorno Karabakh sea un estado soberano, para determinar de forma independiente las formas de cooperación con otros estados y comunidades?”. Se consideraría aprobado si al menos dos tercios de los votantes con una participación de al menos el 50% votaron a favor. De 132.328 ciudadanos con derecho a voto, 108.736 ciudadanos, o el 82,2% de los votantes registrados participaron en el Referéndum, con 108.615 personas (99,89 %) votando “por” la independencia, 24 (0, 02 %) votando “no” y 96 papeletas consideradas nulas. El referéndum fue boicoteado por la población azerbaiyana, que entonces constituía el 20% de la población total. Un grupo de observadores independientes que siguieron el curso del Referéndum presentó su conclusión en el Acta sobre los resultados del Referéndum. El proceso de votación fue cubierto por reporteros de Rusia y Francia, y por varios otros periódicos y agencias, así como por canales de televisión de Rusia, Estados Unidos y Bulgaria. El día del referéndum, Stepanakert y otros asentamientos armenios fueron atacados con 10 civiles muertos y 11 heridos.
Ni el referéndum de 1991 ni el posterior de 2006 fueron reconocidos como legítimos en el exterior. Nagorno-Karabaj siguió siendo considerada internacionalmente como parte de jure de Azerbaiyán.

## Resultados
| Elección                 | Votos   | %     |
| ------------------------ | ------- | ----- |
| Sí                       | 108,615 | 99.98 |
| No                       | 24      | 0.02  |
| Votos en blanco/nulos    | 95      | –     |
| Total                    | 108,736 | 100   |
| Votantes registrados     | 132,328 |       |
| Participación            |         | 82.17 |
| Fuente: Direct Democracy |         |       |